# Лямін Михайло Андрійович
Михайло Андрійович Лямін (13 грудня 1906 с. Хомяково, Вятська губернія, Російська імперія — 8 липня 1978) — радянський удмуртський письменник. Народний письменник Удмуртії.

## Біографія
Михайло Лямін народився 13 грудня 1906 року в родині селянина в селі Хомяково Вятської губернії (нині Увинский район Удмуртії). У 1930 році закінчив ЛДПІ імені О. І. Герцена, після чого викладав рідну мову та літературу в Іжевській радпартшколі, а потім був редактором в Удмуртському книжковому видавництві. Брав участь у Другій світовій війні. Після війни знову був редактором, а також працював у секторі друку обкому КПРС.
Нагороджений орденами Червоної Зірки, Вітчизняної війни II ступеня, «Знак Пошани» (1966), медалями, кількома почесними грамотами Президії Верховної Ради Удмуртської АРСР і РРФСР. У 1960 році йому присвоєно звання «Народний письменник Удмуртії». Ім'я Михайла Ляміна занесено до почесної книги трудової слави і героїзму Удмуртської АРСР (1969).
Помер 6 липня 1978 року в Іжевську.

## Творчість
Перші твори Ляміна опубліковані в 1924 році. Він друкувався в місцевих газетах «Гудыри» і «Кенеш». У 1945 році його твори вперше вийшли окремим виданням — це була збірка фронтових нарисів «Крізь вогонь» (тил пиртӥ). У 1950 році побачила світ повість Ляміна «В ім'я щастя» (Шудбур понна) про Громадянську війну на території Удмуртії. Пізніше з-під пера Ляміна вийшли збірка нарисів «Щастя — у праці» «(уж бордин шумпотон)» «Незабутні роки» (Вунонтэм аръёс), «Серце кличе» «(Сюлем ӧте)», «Велике життя» (Бадӟым улон), повість "Чотири роки в шинел " (Ож сюрес).
Михайло Лямін перекладав твори російських письменників удмуртською мовою; автор хрестоматій з Удмуртської літератури (1933, 1935).